# هارييت لوينهيلم

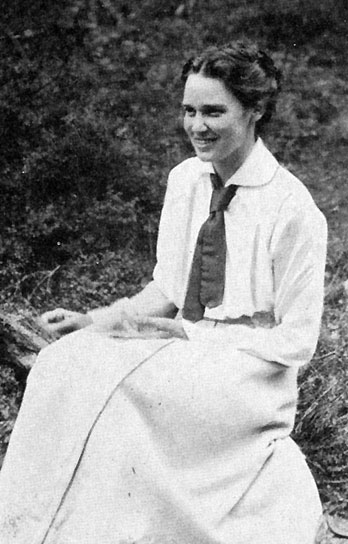
هاريت لوينهيلم

هارييت أوغستا دوروتيا لوينهيلم ولدت في 18 فبراير 1887 في مدينة هيلسينبورج بالسويد، وتوفيت في 24 مايو 1918. وهي فنانة وشاعرة سويدية.

## عائلتها
كانت لوينهلم ابنة العقيد جوستاف أدولف لوينهلم ((1842-1929 ومارجريتا نيي ديكسون (مواليد 1853), جاءت والدتها ماجي لوينهيلم، ني ديكسون، من عائلة اسكتلندية هاجرت إلى غوتنبرج وأسست شركة عائلية ناجحة للغاية جيمس ديكسون وشركاه هناك خلال القرن التاسع عشر. كان لديها خمسة أشقاء. كان شقيقها الأكبر، كارل لوينهلم، طبيبًا، وكان الأصغر كريسبن لوينهلم ((1892–1983، ضابطًا.
كانت ابنة عمها ماريان مورنر محاضرة في اللغة الفرنسية بجامعة لوند. رافقتها لوينهلم في رحلة إلى باريس وألهمتها بطرق مختلفة في أعمالها الشعرية. قدمت مورنر أيضًا قصائد وصور لوينهلم إلى الأدب السويدي في عشرينيات القرن الماضي.

## التعليم
درست لوينهلم في المدرسة العليا للمعلمين على يد التربوية آنا ساندستروم، وبمدرسة الرسم «كرستين كاردن»(1909-1911) في كونستاكدميان، وأشرف عليها الأستاذ كارل ويلهيلمسون رسام وأستاذ جامعي.تدربت هارييت لوينهيلم لتكون فنانة في (الأكاديمية الملكية للفنون الجميلة), لكنها لم تكمل دراستها بالأكاديمية.
كانت إحدى مواد القراءة المفضلة لدى هارييت لوينهيلم هي مجموعة القصص الخيالية ألف ليلة وليلة.
ساهم حبها للغة في الغموض الفريد الذي يميز شعرها ه الغنائي والذي يصعب تحديده بدقة.

## الأدب
اشتهرت هارييت لوينهيلم بشعرها الغنائي. لم تنشر سوى مجموعة شعرية واحدة خلال حياتها ومن أشهر قصائد لوينهلم السويدية هي Jakt på fågel وتعني «صيد الطيور», Håll mig. Smek mig sakta وتعني «خذني. امسكني. عانقني برفق» و«بياتريس-أورور»، التي تم ضبطها على أنغام موسيقى هيجلمار كاسرمان. كانت قصائد لوينهلم في الأصل مكملة لرسوماتها، وكان شعرها مليئًا بالوعي عن الموت وله بعد ديني عميق. نُشرت قصائدها بعد وفاتها في عام 1919.
- إلسا بيوركمان-غولدشميت: هارييت لوفينهيلم (1947)

- Elsa Björkman-Goldschmidt (ed.): Brev och dikter ، Harriet Löwenhjelm med Teckningar av författarinnan (1952)
- لارس إليستروم: فران لينجرين حتى لوجن. إن تاريخ Ironisk ISBN 9113013874 (2005)
- بويل هاكمان: Att skjuta en dront ، ISBN 9789100111076 (2011)

## وفاتها
توفيت هارييت لوينهيلم في 24 مايو 1918 في مصحة تدعى «روماناس» ببلدية «ترانوس» في مدينة «يونشوبينغ» بعد بضع سنوات من إصابتها بمرض السل، وكانت تبلغ من العمر 31 عامًا فقط عند وفاتها.